# (1771) Makover
(1771) Makover – planetoida z pasa głównego planetoid okrążająca Słońce w ciągu 5 lat i 186 dni w średniej odległości 3,12 au. Została odkryta 24 stycznia 1968 roku w Krymskim Obserwatorium Astrofizycznym w Naucznyj na Półwyspie Krymskim przez Ludmiłę Czernych. Nazwa planetoidy pochodzi od Samuela Gdalewicza Makovera, rosyjskiego astronoma. Przed jej nadaniem planetoida nosiła oznaczenie tymczasowe (1771) 1968 BD.